# Rotundiphorura habanica
 (septembre 2019).
Genre
Espèce
Rotundiphorura habanica, unique représentant du genre Rotundiphorura, est une espèce de collemboles de la famille des Tullbergiidae.

## Distribution
Cette espèce est endémique de Cuba.

## Étymologie
Son nom d'espèce lui a été donné en référence au lieu de sa découverte, La Havane.

## Publication originale
- Rusek, 1991 : New tropical Tullbergiinae (Collembola: Onychiuridae). Acta Societatis Zoologicae Bohemoslovacae, vol. 88, no 2, p. 145-155.